# Antoni Symon
Antoni Symon (ur. 26 marca?/7 kwietnia 1862 w Żytomierzu, zm. 18 listopada 1927 w Krakowie) – generał dywizji Wojska Polskiego.

## Życiorys
1 września 1879 rozpoczął służbę w armii rosyjskiej. W 1913 został awansowany na generała majora ze starszeństwem z 14 kwietnia 1913 i wyznaczony na stanowisko dowódcy 1 Brygady 47 Dywizji Piechoty. Od 26 kwietnia 1916 do 4 maja 1917 dowodził 117 Dywizją Piechoty. Następnie, do 20 września 1917, dowodził 47 Dywizją Piechoty, po czym objął dowództwo XXXVII Korpusu Armijnego. 7 października tego roku został dowódcą XIII Korpusu Armijnego, a 12 października awansował na generała lejtnanta.
Od stycznia 1919 w Wojsku Polskim członek Komisji Wojskowo-Ustawodawczej i zastępca przewodniczącego Rady Wojennej Ministerstwa Spraw Wojskowych, w stopniu generała porucznika. 30 maja 1919 roku został mianowany dowódcą Okręgu Generalnego „Kraków” w Krakowie. Funkcję dowódcy okręgu pełnił do 30 maja 1920 roku. 11 sierpnia 1920 został przeniesiony na równorzędne stanowisko dowódcy Okręgu Generalnego „Pomorze”. Funkcję tę pełnił do 21 września 1920. Był przewodniczącym Komitetu Obrony Państwowej w Krakowie w 1920. Został wtedy ponownie dowódcą Okręgu Generalnego „Kraków”. Z dniem 1 kwietnia 1921 roku przeniesiony został w stan spoczynku, w stopniu generała porucznika.
26 października 1923 Prezydent RP Stanisław Wojciechowski zatwierdził go w stopniu generała dywizji. Po przejściu w stan spoczynku zamieszkał w Krakowie, gdzie zmarł 18 listopada 1927.

## Ordery i odznaczenia
- Krzyż Walecznych (1922)[6]